# Тимоти Шаламе
Тимоти Хал Шаламе (енгл. Timothée Hal Chalamet; Њујорк, 27. децембар 1995) америчко-француски је глумац. Познат је по улози у филму Скривена љубав, који му је донео номинације за бројне награде, попут Оскара, Златног глобуса, Награде Удружења филмских глумаца и награде БАФТА за најбољег глумца у главној улози.

## Филмографија
| Улоге на филму      |                             |               |                           | |
| Година              | Српски назив                | Изворни назив | Улога                     | Напомена |
| 2014.               | Мушкарци, жене и деца       |               | Дени Венс                 | |
| 2014.               | Међузвездани                |               | млади Том Купер           | |
| 2014.               | Најгори пријатељи           |               | млади Сем                 | |
| 2015.               | Један и два                 |               | Зек                       | |
| 2015.               | Дневник опијања             |               | Стивен Елиот као тинејџер | |
| 2015.               | Божић код Куперових         |               | Чарли Купер               | |
| 2016.               | Госпођица Стивенс           |               | Били Митман               | |
| 2017.               | Скривена љубав              |               | Елио Перлман              | Награда Удружења њујоршких филмских критичара за најбољег глумца номинација - Оскар за најбољег глумца у главној улози номинација - Златни глобус за најбољег главног глумца у играном филму (драма) номинација - Награда Удружења филмских глумаца за најбољег глумца у главној улози номинација - БАФТА за најбољег глумца у главној улози номинација - БАФТА за будућу звезду номинација - Награда Удружења телевизијских филмских критичара за најбољег глумца у главној улози номинација - Награда Спирит за најбољег глумца у главној улози номинација - Награда Бостонског друштва филмских критичара за најбољег глумца у главној улози номинација - Онлајн награда Друштва филмских критичара за најбољу главну мушку улогу |
| 2017.               | Вреле летње ноћи            |               | Данијел Мидлтон           | |
| 2017.               | Бубамара                    |               | Кајл Шајбл                | номинација - Награда Удружења филмских глумаца за најбољу филмску поставу номинација - Награда Удружења телевизијских филмских критичара за најбољу филмску поставу |
| 2017.               | Непријатељи                 |               | Филип Дежардин            | |
| 2018.               | Прелепи дечак               |               | Ник Шеф                   | |
| 2019.               | Кишни дан у Њујорку         |               | Гетсби                    | |
| 2019.               | Краљ                        |               | краљ Хенри V              | |
| 2019.               | Мале жене                   |               | Теодор Лори Лоренс        | |
| 2021.               | Француска депеша            |               | Зефирели                  | |
| 2021.               | Дина                        |               | Пол Атреид                | |
| 2021.               | Не гледај горе              |               | Јул                       | |
| 2023.               | Вонка                       |               | Вили Вонка                | |
| 2024.               | Дина: Други део             |               | Пол Атреид                | |
| 2024.               | Боб Дилан: Потпуни незнанац |               | Боб Дилан                 | |
| 2026.               | Дина: Трећи део             |               | Пол Атреид                | |
| Улоге на телевизији |                             |               |                           | |
| 2009.               | Ред и закон                 |               | Ерик Фоли                 | епизода: |
| 2009.               | Волети Ли                   |               | млади Џејк Левер          | ТВ филм |
| 2012.               | Приватни доктор             |               | Лук                       | 4 епизоде |
| 2012.               | Домовина                    |               | Финд Волден               | 8 епизода номинација - Награда Удружења глумаца за најбољу глумачку поставу у драмској серији (2013) |
| 2013.               | Полицајка                   |               | Ли Флекстон               | ТВ филм |